# D917 (Somme)
De D917 is een departementale weg in het Noord-Franse departement Somme. De weg loopt van Péronne via Fins naar de grens met het Noorderdepartement. In het Noorderdepartement loopt de weg als D917 verder naar Cambrai.

## Geschiedenis
Oorspronkelijk was de D917 onderdeel van de N17. In 1973 werd de N17 verlegd over een westelijker tracé (de huidige D1017). De oostelijke route is daarbij overgedragen aan het departement Somme. De weg is toen omgenummerd tot D917.